# محمد الشاكر
محمد نبيل الشاكر (31 ديسمبر 1989 - عمان، الأردن) رائد أعمال أردني، المؤسس والرئيس التنفيذي لشركة طقس العرب، حاصل على شهادة البكالوريس في الصيدلة بالإضافة لبعض الشهادات في مجال التنبؤات و‌الأرصاد الجوية، حصل على جائزة ريادي الأعمال الواعد للعام 2012  وظهر على غلاف مجلة فوربس نسخة الشرق الأوسط في العام 2016 كأحد الأشخاص المؤثرين في العالم.

## نشأته
ولد في العاصمة الأردنية عمان بتاريخ 31 ديسمبر 1989 لأب وأم يعملان في مجال الصيدلة، وبدأ حٌبه للطقس منذ طفولته، حيث قال الشاكر في أحد تصريحاته ان شغفه بأحوال الطقس بدأ مذ كان عُمره اربع سنوات، حينها كان يراقب حركة الغيم ويحفظ النشرة الجوية كاملة.

## دراسته
ألتحق بمدرسة الرائد العربي في عمان، وأنهى منها دراسته الثانوية في العام 2006، وأثناء ذلك كان قد أنهى دورة أساسيات التنبؤ الجوي «METEO 361» عبر مواقع التعليم الإلكتروني بعمر 17 عام، وكذلك دورة التنبؤ الجوي المتقدم «METEO 410» بعمر 18 عام، بعد ذلك ألتحق بجامعة عمان الأهلية ليدرس الصيدلة، أما عن سبب عدم دراسته للتنبؤ الجوي والارصاد الجوية يقول الشاكر: «كنت متردداً بشأن مستقبل هذا التخصص، لذلك فضّلت دراسة الصيدلة وهي مهنة والدي، ولكنني افكر عند انهاء دراستي الجامعية، أن أدرس علم الرصد الجوي»، وفي أيار 2008 أنهى دورة أرصاد جوية متقدمة حصل عليها بدعوة رسمية أقامتها دائرة الأرصاد الجوية البريطانية، وأيضاً في العام 2010 حصل على شهادة في الأرصاد الجوية للطيران من «Met Office College» في بريطانيا، وفي العام 2011 تخرّج من الجامعة الأهلية بشهادة بكالوريوس صيدلة.

## مسيرته

### بداياته
عندما بلغ الشاكر من العمر 15 عاماً قام بشراء مجموعة من الأبحاث باللغة الإنجليزية للتعرف بشكل أكبر على علم التنبؤ الجوي، واستعان أيضاً بالبحث على الإنترنت وشارك بعدد من الدورات التدريبية عبر مواقع التعليم الإلكتروني، وقام كذلك بالاشتراك في موقع خاص على الإنترنت ليحصل من خلاله على نماذج تعتمدها مراكز عالمية مناخية، وبدأ تدريجياً في تعلّم قراءة الخرائط وتحليلها وأصبح بمقدوره أخيراً التنبؤ بحالة الطقس لخمسة أيام على الاقل، بعد ذلك بدأ بمتابعة صور الاقمار الاصطناعية المتعلقة بالطقس، حيث تظهر حركة الغيوم واماكن تمركز المنخفضات والجبهات الهوائية وهي صور متوفرة ومتاحة للجميع عبر الإنترنت.

### موقع طقس الأردن 2005-2010
في سعي الشاكر لإيصال تنبؤاته الجوية للمواطنيين الأردنيين، قام بإنشاء موقع إلكتروني يحمل اسم «طقس الأردن» في العام 2005 وذلك بمساعدة أهله وبعض أصدقائه، وقام بالعمل عليه هو وبعض أصدقائه بالإضافة إلى شبكة مراسلين للموقع في مختلف محافظات المملكة يقومون بمتابعة احوال الطقس ومن ثم يتعاونون معاً في إصدار نشرات جوية بمعدل مرتين يوميا، وانضم إليهم لاحقاً مجموعة من الشباب في فلسطين وذلك بهدف تبادل المعلومات حول حالة الطقس التي تتشابه في اغلب الاحيان بين الأردن وفلسطين.
بدأ الشاكر ينشر توقعاته وتحذيراته على الموقع الإلكتروني لكنها لم تكن تصل إلى المواطنين، فلم يكن معروفاً آنذاك، ويُذكر تحذيره من حدوث سيول في محافظة العقبة يوم 2 فبراير 2006، قام بالتحذير من السيول قبل 4 أيام من الحدث، وفام بمراسلة عدد من الوكالات الإخبارية لكن لم تؤخذ تحذيراته على محمل الجد، وبعد أيام تسببت هذه الحالة الجوية بوفاة ستة مواطنين وإلحاق الضرر في الممتلكات وبعض المؤسسات الحكومية.
تنبهت إحدى المواقع الإخبارية المحلية لموهبة الشاكر في نهاية العام 2006، حيث قام الشاكر يومها بإرسال خبر للموقع يتعلق بتساقط الثلوج في بعض محافظات البلاد لم تكن المصادر الرسمية قد ذكرتها، لكن لم يقُم الموقع بنشر الخبر، وفي ذلك اليوم تساقطت الثلوج كما توقّع الشاكر، حينها تبين أن الخبر كان صحيحاً، لاحقاً، وعبر هذا الموقع، اكتسب الشاكر بعض الشهرة محلياً، حيث أصبح مُحرر لشؤون الطقس فيه، وبدأت بعض الإذاعات المحلية تتواصل معه صباحاً للتعرف على حالة الطقس.
خلال السنوات السابقة كان المواطن الأردني يعتمد على المصادر الرسمية وبعض المواقع العالمية لمعرفة أحوال الطقس، لكن وبعد سنوات من العمل في موقع طقس الأردن أصبح الموقع مرجعاٍ للحالة الجوية للعديد من المحطات التلفزيونية والإذاعية، وكذلك للكثير من المواطنين، وفي العام 2008 أصبح الموقع يقدّم محتوى مفصّل بشكل أكبر عن حالة الجو المتوقعة وبشكل أكثر دقة، وأصبح الشاكر لاحقاً وجهاً مألوفاً على عدد من المحطات الفضائية المحلية خاصة في الأحوال الجوية الاستثنائية مثل العواصف الثلجية.

### موقع طقس العرب
في عام 2010، وبعد تقديم مجموعة جبار للإنترنت تمويل استثماري بقيمة 100,000 دولار، تأسست شركة جديدة لطقس الأردن نقلت معها الموقع إلى مستوى متقدم يخدم جميع الدول العربية ليصبح اسمه طقس العرب (بالإنجليزية: ArabiaWeather)‏، تلقت الشركة لاحقاً عدداً من الجولات التمويلية وصل آخرها في 2015 إلى 7,000,000 دولار، حالياً أصبح طقس العرب أكبر مركز إقليمي للطقس في الوطن العربي، مُجهّز ومُزوّد بأحدث الأجهزة والتقنيات المواكبة لعلم الأرصاد الجوية في العالم، والمركز مربوط مُباشرة مع المنظمة الأوروبية لأقمار الطقس الاصطناعية وكذلك مع مراكز التنبؤات الجوية العددية العالمية بالإضافة إلى جميع مطارات العالم ومحطات رصد جوي يصل عددها إلى أكثر من 10 آلاف محطة موزعة في العالم العربي والعالم، ومع هذا التقدّم، أصبح يوماً بعد يوم مصدراً للمعلومات الجوية تعتمده العديد من الشركات والمواقع الالكترونية بالإضافة إلى المحطات الفضائية والإذاعية، ويوفر حلول أعمال نوعية لقطاعات عديدة في العالم العربي منها الطيران، الطاقة، الإنشاءات، النقل، الشحن وغيرها. كذلك يعتمد عليه ملايين المستخدمين في حياتهم اليومية وذلك لمعرفة أحوال الطقس، سواءاً عبر الموقع الإلكتروني، أو تطبيقات الهواتف الذكية أو من خلال وسائل التواصل الاجتماعي للشركة.

### هجوم واتهامات
لم تكن رحلة الشاكر خلال مسيرته في مجال الأرصاد الجوية بتلك السهولة، فقد عانى خلال سنوات طويلة من كيل الاتهامات والانتقاص مما يقدمه، وأحياناً من التشكيك وعدم الثقة، خاصةً من بعض الجهات الرسمية الأردنية التي تُعنى بالطقس والأحوال الجوية، وكانت تصفه بعض الجهات (مع غيره من المهتمين بالأحوال الجوية) بالهواة وأصحاب الأداء الشعبوي بسبب تشجيع وسائل الإعلام، وتم اتهامه مراراً باللجوء للتهويل والإرباك والإضرار بالمصلحة العامة والسلوكيات غير المسؤولة، ولكن استطاع عبر سنوات أن يثبت صحة توقعاته وتنبؤاته خاصة بعد التقدّم الكبير الذي وصلت إليه شركة طقس العرب في السنوات الأخيرة.

## تكريم وجوائز
- كرّمه الأمير علي بن الحسين.[4]
- حصل على جائزة ريادي الأعمال الواعد للعام 2012.[2]
- ظهر على غلاف مجلة فوربس نسخة الشرق الأوسط في العام 2016 كأحد الأشخاص المؤثرين في العالم.[3]
- ظهر الشاكر في حلقة خاصة ضمن برنامج رواد الاعمال في 2016.[10]